# 14428 Лазарідіс
14428 Лазарідіс (14428 Lazaridis) — астероїд головного поясу, відкритий 8 листопада 1991 року.
Тіссеранів параметр щодо Юпітера — 3,172.